# Stefanie Zweig
Stefanie Zweig   (Głubczyce, 19 de setembre de 1932 - Frankfurt del Main, 25 d'abril de 2014) va ser una escriptora jueva alemanya.

## Biografia
Zweig va ser principalment coneguda per la seva novel·la autobiogràfica Nirgendwo in Afrika (En un lloc de l'Àfrica, 1998), basada en els primers anys de la seva vida a Kenya. Aquesta novel·la va ser adaptada en una pel·lícula que va guanyar l'Oscar del 2002 a la millor pel·lícula en llengua no anglesa. La seva família, jueva, es va escapar de l'Alemanya nazi i va buscar refugi a l'Àfrica. Van passar, per tant, d'una vida urbana a Silèsia a un kraal a Kenya el 1938, quan tenia cinc anys. En aquesta època, va estudiar en un internat de llengua anglesa. El 1941 la seva família va rebre una postal de l'àvia que deia "estem molt il·lusionats, demà anem a Polònia", la qual cosa significava Auschwitz. Zweig va tornar dues vegades a Kenya des que en va marxar el 1947, a l'edat de 15 anys, per trobar destruïda la granja que va habitar.
L'adolescència a Alemanya la narra en la novel·la autobiogràfica Irgendwo in Deutschland (En algun lloc d'Alemanya). Després de la Segona Guerra Mundial, el seu pare va exercir de jutge a l'Alemanya Occidental, en part perquè no va haver-hi necessitat de "desnazificar-lo".
La primera novel·la africana de Zweig va ser Ein Mund voll Erde (Un grapat de terra), el 1980. Aquest escrit, que descriu un amor passional per un jove kikuyu, va guanyar diversos premis.
Zweig va treballar durant anys com a editora artística d'un periòdic popular de Frankfurt del Main. Més tard va començar a escriure literatura infantil i d'aquí va passar a les novel·les. Tot i que va ser molt coneguda a Alemanya, no ho ha sigut tant en altres països. No té cap relació de parentiu amb Stefan Zweig.

## Obres en alemany
- Eltern sind auch Menschen, Fischer, 1978, ISBN 3-439-78103-8
- Großeltern hat jeder, Herold, 1979, ISBN 3-7767-0192-7
- In gute Hände abzugeben, Herold, 1980 3-7767-0193-5
- Ein Mundvoll Erde, Union-Verlag, 1980, ISBN 3-8139-5356-4 (Neubearbeitung: Vivian und ein Mund voll Erde, LangenMüller, 2001, ISBN 3-7844-2842-8)
- Setterhündin entlaufen … Hört auf den Namen Kathrin Herold, 1981, ISBN 3-7767-0264-8
- Die Spur des Löwen, LangenMüller, 1981, ISBN 3-414-10670-1
- Schnitzel schmecken nicht wie Schokolade, Herold 1982 ISBN 3-7767-0370-9
- Nirgendwo in Afrika, LangenMüller, 1995, ISBN 3-7844-2802-9
- Irgendwo in Deutschland, LangenMüller, 1996, ISBN 3-7844-2578-X
- Hund sucht Menschen, Lentz, 1996, ISBN 3-88010-403-4
- … doch die Träume blieben in Afrika, LangenMüller, 1998, ISBN 3-7844-2697-2
- Der Traum vom Paradies, LangenMüller, 1999, ISBN 3-7844-2741-3
- Katze fürs Leben, LangenMüller, 1999, ISBN 3-7844-2655-7
- Bum sucht eine Familie, Lentz, 1999, ISBN 3-8801-0466-2 mit Coautor Reinhold Prandl
- Karibu heißt willkommen, LangenMüller, 2000, ISBN 3-7844-2801-0
- Wiedersehen mit Afrika, LangenMüller, 2002, ISBN 3-7844-2894-0
- Owuors Heimkehr, Erzählungen aus Afrika, LangenMüller, 2003, ISBN 3-7844-2913-0
- És begann damals in Afrika, LangenMüller, 2004, ISBN 3-7844-2963-7
- Und dónes Glück ist anderswo, LangenMüller, 2007, ISBN 3-7844-3027-9
- Nur die Liebe bleibt, LangenMüller, 2006, ISBN 3-7844-3051-1
- Das Haus in der Rothschildallee, LangenMüller, 2007, ISBN 3-7844-3103-8
- Die Kinder der Rothschildallee, LangenMüller, 2009, ISBN 3-7844-3158-5
- Heimkehr in die Rothschildallee, LangenMüller, München 2010 ISBN 978-3-7844-3240-3
- Neubeginn in der Rothschildallee, LangenMüller, München 2011 ISBN 978-3-7844-3268-7
- Nirgendwo war Heimat: Mein Leben auf zwei Kontinenten, LangenMüller, München 2012 ISBN 978-3-7844-3310-3